# Boulevard Adolphe Max
Boulevard Adolphe Maxlaan (in olandese: Adolphe Maxlaan) è uno dei viali principali nel centro di Bruxelles. Il viale collega Place de Brouckère, come estensione di Boulevard Anspach, con Place Charles Rogier dove confluisce nella piccola cintura. Il viale corre parallelo alla via dello shopping più trafficata di Bruxelles, Rue Neuve.
Boulevard Adolphe Max fu costruito tra il 1867 e il 1871 e fa parte dell'asse nord-sud, che fu creato dopo la copertura della Senne. In origine si chiamava Boulevard du Nord, in quanto conduceva alla Stazione Nord. Nel 1919 il viale fu ribattezzato come Boulevard Adolphe Max, intitolato all'allora sindaco di Bruxelles.
È stato organizzato un concorso di architettura per stimolare lo sviluppo di nuovi viali. Il primo premio fu assegnato nel 1876 a un edificio su Boulevard Adolphe Max, Hier ist in den kater opera dell'architetto Hendrik Beyaert.
La linea nord-sud del premetro di Bruxelles è stata avviata a partire dal 1976. A causa dell'introduzione del traffico a senso unico sul lato di Place de Brouckère, il traffico è stato notevolmente ridotto.
Per molto tempo, Boulevard Adolphe Max è stata una delle strade più vivaci di Bruxelles, con negozi rinomati, tipici caffè di Bruxelles e un numero impressionante di sale cinematografiche. A partire dagli anni '70, iniziò il declino. Quasi tutte le vecchie attività sono scomparse. Anche il lussuoso Hotel Le Plaza ha chiuso i battenti. C'erano invece principalmente negozi di souvenir, tavola calda e sexy shop. La riapertura di Le Plaza nel 1998 segnò l'inizio di un certo risveglio.
Dei cinema, rimangono solo pochi cinema del sesso. L'ultimo, l'ABC, si è fermato nel 2014. Il cinema è stato poi acquistato da una fondazione di amanti del cinema che lo utilizzerà per progetti culturali.